# Rawhide Kid
The Rawhide Kid (Billy Blue no Brasil) é um cowboy fictício dos quadrinhos da Marvel Comics. Seu verdadeiro nome é Johnny Bart, mas no início era chamado de Johnny Clay. Em suas histórias aparecem outros cowboys da editora, como Two-Gun Kid e Kid Colt. Rawhide Kid assim como os outros, também foi introduzido no universo Marvel dos super-heróis, em histórias de viagens no tempo nas quais encontrou os Vingadores e os Vingadores da Costa Oeste.
Rawhide Kid apareceu em 16 revistas da Atlas Comics (antecessora da Marvel, de Março de 1955 a Setembro de 1957). Suas capas eram de afamados artistas como Joe Maneely e John Severin. Bob Brown desenhou as primeiras cinco edições, enquanto Jack Kirby e Dick Ayers produziram as demais. Em agosto de 1960, Stan Lee, Jack Kirby e Dick Ayers resolveram continuar a série. Kirby fez os desenhos até Fevereiro de 1963 (# 32). Stan Lee foi substituido nos roteiros pelo seu irmão Larry Lieber. O fim da série se deu em Maio de 1979, com a revista número 151.
Rawhide Kid era rápido no gatilho, mas sua fala tranquila e seu jeito de garoto o faziam ser frequentemente subestimado pelos seus antagonistas. O nome do seu cavalo era Nightwind.
Ele viveu num orfanato até ser adotado pela família Clay, passando a se chamar de Johnny Clay. Quando cresceu morou num rancho no Texas, do Ranger Ben Bart. Seu irmão adotivo mais velho, Frank Clay, foi capturado pelos índios, escapou e se tornou um jogador. Tinha outro irmão, Joe. Quando Johnny completou 18 anos, Ben Bart morreu. Uma disputa de Johnny e um xerife, o fez se tornar um fugitivo.
The Rawhide Kid reapareceu como um personagem mais velho numa mini-série de 1985, de Bill Mantlo e Herb Trimpe. Em 2000 ele voltou em Blaze of Glory, de John Ostrander e  Leonardo Manco. Depois, em 2002, em Apache Skies, dos mesmos artistas.
Numa controversa série de 2003 da Marvel MAX, de 5 edições, Rawhide Kid foi revelado como  homossexual. Os artistas foram Ron Zimmerman e o veterano John Severin.
No Brasil, as histórias de Rawhide Kid foram publicadas como as aventuras de Billy Blue pela Editora RGE, atual Editora Globo. Suas últimas publicações apareceram na revista Almanaque Marvel nos anos 80, como parte de um mix no qual predominavam super-heróis.